# Tok (wersyfikacja)
Tok – układ akcentów w wersie. Wyróżnia się tok trocheiczny (SsSsSsSs...), jambiczny (sSsSsSsS...), daktyliczny (SssSssSssSs...), amfibrachiczny (sSssSssSssSs...), anapestyczny (ssSssSssSssS...), peoniczny III (ssSsssSsssSsssSs...), lub mieszany.
W zależności od tego, czy podział na wyrazy jest zgodny z podziałem na stopy, czy nie, mówi się o toku dierezowym i toku cezurowym.